# OSCAM (museum)
OSCAM (een afkorting voor Open Space Contemporary Art Museum) is een museum aan het Bijlmerplein in Amsterdam-Zuidoost. Het richt zich op kunst, mode, design, ambacht en Amsterdam en haar ontwikkelingen. Hierbij biedt het museum voornamelijk een podium aan jonge, nog onontdekte kunstenaars. De oprichtster en directeur is Marian Duff.

## Achtergrond
Onder de vlag van '50 jaar Bijlmer' werd OSCAM in november 2017 opgericht en begon het in eerste instantie als pop-upmuseum. Vanaf het begin werkt het museum nauw samen met het Amsterdam Museum. Eind 2019 verhuisde OSCAM naar de Amsterdamse Poort, waar het zich vestigde in een voormalig winkelpand. Dit was een bewuste keuze. Immers, het doel van het museum is kunst dichter bij de mensen brengen en kansen bieden aan de bewoners van Zuidoost. De grote ramen van de grote witte open ruimte dragen bij aan deze geoogde doelstelling. De officiële opening vond plaats op 16 januari 2020.
Naast de gecureerde tentoonstellingen worden er ook off- en online programma's georganiseerd.
Tijdens de Black Achievement Month in 2018 stond Sylvana Simons model. Zij was afgebeeld als de niet geheel onomstreden zakenvrouw Elisabeth Samson, die in de 18e eeuw als 'vrije zwarte' diverse plantages in Suriname leidde. Andere bekende Nederlanders die voor de tentoonstellingen van OSCAM poseerden, zijn onder meer Typhoon, Humberto Tan, Jörgen Raymann, Tania Kross en Ruud Gullit.
In oktober 2020 werd OSCAM genomineerd voor de Amsterdamprijs voor de Kunst, in de categorie beste prestatie.
Naast het Amsterdam Museum werkte OSCAM ook samen met The Black Archives en de Hogeschool voor de Kunsten Utrecht. Ook neemt het ieder jaar deel aan Amsterdam Museumnacht.